# Olof August Edström
Olof August Edström, född 16 april 1822 i Sundsvall, död 20 december 1915 i Stockholm, var en svensk konsul och bankdirektör. Han satt i stadsfullmäktige åren 1863-1882.

## Biografi

### Uppväxt och utbildning
Edström föddes i Sundsvall som son till Olof Niklas Edström (född 1789) och Märta Katarina Forssgren (född 1794). Han gick i Sundsvalls Apologistskola och började därefter studera på Lärdom-och Apologistskolan i Härnösand innan han gick på en handelsskola i Stockholm.

### Tidig karriär
Edström åkte på en resa till Tyskland, Schweiz och Österrike år 1844 och började efter hemkomsten att arbeta som korrespondent på faderns kontor. Kort efter det blev han verkställande direktör på Sundsvalls Kreditbank.

### Senare karriär
Edström blev kassör och medlem i styrelsen för Sundsvalls Enskilda Bank. Han grundade Sundsvalls gasverk och Torpshammars trämassefabrik och var verkställande direktör i Torpshammars AB. Han var dessutom grundare och därmed verkställande direktör för Sundsvalls ölbryggeri. Edström var vice konsul i Preussen och tysk konsul fram till 1905. Han satt i stadsfullmäktige 1863-1882.
Edström var innehavare av Mecklenburgska orden och av Preussiska Röda Örnens riddarkors. Han var agent för försäkringsbolaget Skandia och tilldelades dess guldmedalj för sitt arbete.

## Privatliv
Edström gifte sig den 1 december 1853 med Eva Maria Rothman (född 1828) och tillsammans fick de fem barn. Dessa var August Enzio, Olof Hjalmar, Maria Katarina, Linda Elisabeth och Eva Karolina.